# Denis Lortie
Denis Lortie (* 1959) ist ein ehemaliger Unteroffizier der Kanadischen Streitkräfte. Am 8. Mai 1984 stürmte er die Nationalversammlung von Québec, ermordete drei Quebecer Beamte und verletzte 13 weitere Personen. 1985 wurde Lortie wegen vorsätzlichen Mordes zu lebenslanger Haft verurteilt, davon die ersten 25 Jahre ohne Bewährung. In einem erneuten Prozess 1987 plädierte er auf schuldig wegen Mordes mit bedingtem Vorsatz. 1996 wurde er unter Auflagen aus dem Gefängnis entlassen und wohnt seitdem in Québec, wo er als Bauarbeiter tätig ist.
Der französische Rechtshistoriker und Psychoanalytiker Pierre Legendre hat diesen Fall grundlegend untersucht und ihn als Vatermord interpretiert. Das Attentat erlaube einen Blick auf das fehlende genealogische Band, verursacht durch einen tyrannischen und terroristischen Vater, der verhindert habe, dass Lortie seinen eigenen genealogischen Platz finden, d. h. selbst die Rolle des Vaters ausüben konnte. Die Angst vor der Wiederholung der gewalttätigen und inzestuösen Gewalt des Vaters an seiner eigenen Familie habe Denis Lortie zu dem Attentat auf die Regierung von Québec bewegt, die „das Gesicht seines Vaters“ hatte. Dieser Fall veranlasste Legendre das Amt des Vaters und sein Verhältnis zu den juristischen Institutionen zu klären. Darüber hinaus hat Legendre eine Neubewertung von Videomaterial im Prozess nahegelegt, die dem Attentäter ermöglicht, die Tat und damit seine Schuld anzuerkennen und im bestimmten Sinne hier auch eine Katharsis zu erfahren. Letzteres hat die Medien- und Rechtswissenschaftlerin Cornelia Vismann unter anderem dazu inspiriert, über den Einsatz von Medien im Recht nachzudenken. 
In der Attentatstheorie von Manfred Schneider, die Attentate und ihre Interpretation vor dem Hintergrund einer paranoisch strukturierten Vernunft zu lesen versucht, nimmt Legendres Analyse des Falls Lortie eine zentrale Stellung ein.
Marc Lépine, der 1989 14 Frauen an der École polytechnique de Montréal erschoss, äußerte in seinem Abschiedsbrief Bewunderung für Lortie und seine Handlungen.